# Mimudea impuralis
Mimudea impuralis is een vlinder van de familie van de grasmotten (Crambidae), uit de onderfamilie van de Spilomelinae. De wetenschappelijke naam van deze soort is voor het eerst voorgesteld als Cindaphia impuralis door Pieter Snellen in een publicatie uit 1875.
De soort komt voor in Colombia.